# 海天堂

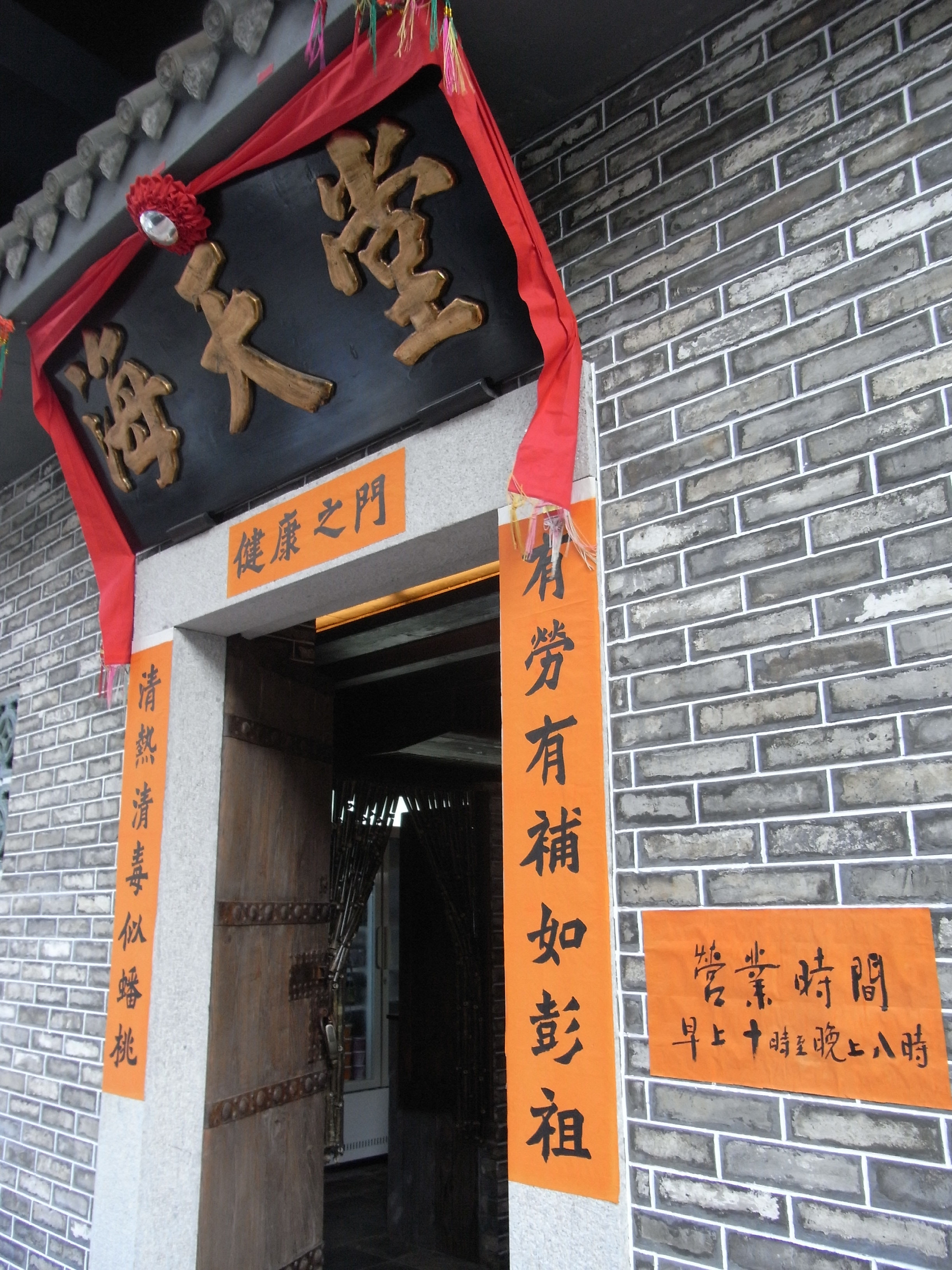
佐敦寶靈街的海天堂總店

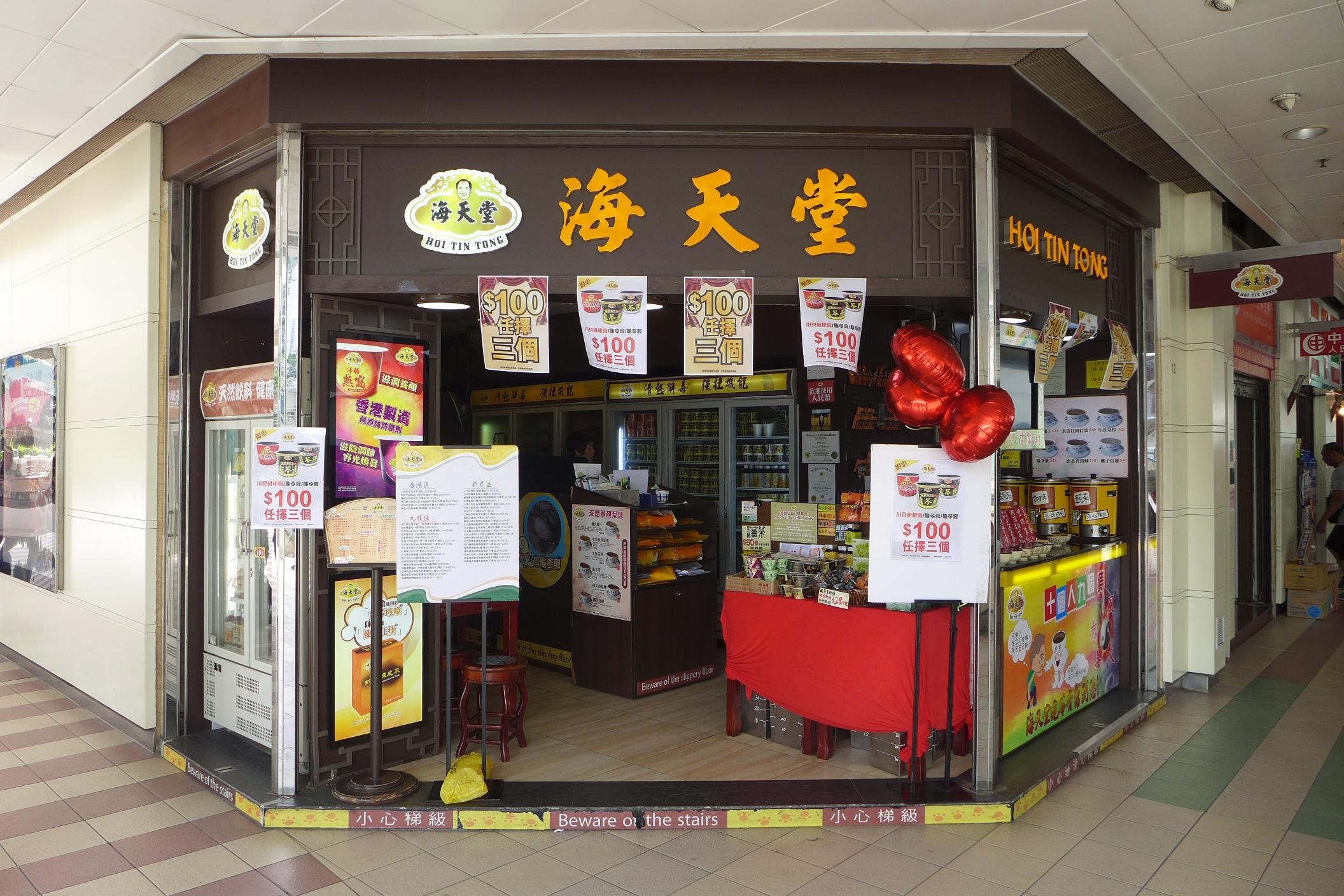
海天堂在沙田中心分店

海天堂是香港一家連鎖式中國藥材製成食品及涼茶飲品專門店，售賣產品多以中藥成份製造，如：五花茶、廿四味、火麻仁等，並以龜苓膏而著名。

## 歷史
早在1970年代，海天堂老闆吳耀明已在佐敦上海街開設海天堂前身「海天野味」，售賣據說有療效性的野味和從事有關龜的生意。直至1991年，他有感於自己研製的龜苓膏大受歡迎，遂在佐敦寶靈街開辦首間「海天堂鮮製龜苓膏」分店，無綫電視90年代節目城市追擊曾經報導海天堂因而聞名，留有鬍鬚的創辦人吳耀明更親自賣廣告，以「正宗龜苓膏，認住佢執鬚」為口號。
當時海天堂其中一名股東是吳耀明的同鄉吳玉娟，後來她另起爐灶，並在香港註冊「海天堂」商標（吳耀明一直未有註冊），遂引起雙方訴訟。直到2000年代初雙方達成和解協議，吳玉娟所開設的海天堂，名稱加上「大家姐監製」字樣，以區別吳耀明開設與吳玉娟開設的海天堂。時至今日，在福建、天津及海外的馬來西亞、新加坡、美國、加拿大、澳洲等地，則以特許經營店模式設分店。連同香港的分店在內，現時海天堂全球分店共有一百多家。

## 爭議

### 質素及成份被質疑
2013年9月上旬，海天堂廣東分店一名前高層管理人員，上載一條短片，揭發公司將發霉的龜苓膏用水喉水清洗後，照賣給客人，又將平價膠杯龜膏充當貴價鮮製出售，有關產品亦被運到香港出售。片段中，可見職員清洗發霉的龜苓膏，然後抹淨表面，換上「海天堂」品牌包裝。事件發生後，海天堂龜苓膏成份被質疑，城市大學生物及化學系抽驗市面四個品牌的龜苓膏，發現海天堂其中一個保鮮裝龜苓膏樣本完全沒有龜板成份，其餘兩個樣本只含極微量，海天堂辯稱出售的龜苓膏以龜板製作，不能以測試乾龜板的方法作比較。但負責化驗的城大生物及化學系張漢揚副教授反駁，鮮龜板與乾龜板結構和成份一樣，即使海天堂用原隻鮮龜，亦不影響化驗結果, 此舉引起市民討論。
惟事情發展出乎意料，該副教授已於2015年9月初承認研究委託人採樣過程未夠全面，並於2015年9月15日於頭條日報登報道歉並收回聲稱海天堂龜苓膏無龜板的言論。

### 政客介入事件
2013年，正當海天堂龜苓膏質素備受質疑之時，多名親政府立法會議員介入事件，為海天堂辯護，當中民建聯李慧琼指大學教授的化驗報告令該商譽受損，詢問當局會否協助受影響商戶索償，及要求私營化驗機構作出澄清。飲食界議員張宇人更購買百多盅海天堂龜苓膏請多位議員「品嚐」，指出自己不明龜與龜板的氨基酸有何分別，形容海天堂「死得不明不白」，又不點名質疑城大的化驗報告「係咪競爭對手叫佢去抹黑人」，要求海關根據《商品說明條例》控告城大「誤導及失實」。負責化驗的城大生物及化學系副教授張漢揚表示自己如實公開結果，報告受到政治干預，政客成為財團說客，無公義可言。民主黨議員黃碧雲表示，食物安全事關重大，政府應鼓勵民間及學術機構一起把關、共同監察，主張懲罰這些機構，非常荒謬。
據報，海天堂老闆吳耀明一家與親中共政黨民建聯的關係密切，早於2012年立法會選舉，吳氏曾為民建聯主席譚耀宗拉票，2010年海天堂油麻地寶靈街分店開幕，由民建聯鍾港武主禮。吳的長女苑清與次女苑冰分別是惠州新動力副主席及會董，民建聯議員陳克勤是該組織的榮譽主席。

## 外部連結
- 海天堂官方網站 （页面存档备份，存于）